# Microplitis sordidus
Microplitis sordidus är en stekelart som först beskrevs av William Harris Ashmead 1900.  Microplitis sordidus ingår i släktet Microplitis och familjen bracksteklar. Inga underarter finns listade i Catalogue of Life.